# 自學進修學力鑑定考試
自學進修學力鑑定考試，簡稱學力鑑定考試，是中華民國政府每年舉辦一次的考試，主要是提供臺灣的失學國民進行自學進修的學力能力證明，通過考試者可認定為具有同等程度之學力。該考試提供因各種原因，無法參與臺灣學校教育體系之國民（持有身份證、護照或居留證），於自學進修而獲得同等程度之學力後，能有正式的官方證明。
教育部於民國61年（公元1972年）12月頒布《自學進修學力鑑定考試辦法》，並在隔年舉行考試。該辦法經過多次修訂，現行法規為《自學進修國民教育學力鑑定考試辦法》、《自學進修高級中等教育學力鑑定考試辦法》和《自學進修專科學校學力鑑定考試辦法》。

## 國小學力鑑定考試
至應試「當年」之九月一日，年滿14歲之國民可報考（如2025年考試，2011年9月1日當日以及之前出生的人可報考）。考試科目為國語、數學、社會、自然與生活科技。現行法規為《補習及進修教育法》第13條和《自學進修國民教育學力鑑定考試辦法》。
國小學力鑑定考試由直轄市、縣市政府的教育行政機關辦理。如臺北市是由臺北市政府教育局主辦，華江高中承辦。

## 國中學力鑑定考試
至應試「當年」之九月一日，年滿17歲之國民可報考（如2025年考試，2008年9月1日當日以及之前出生的人可報考）。考試科目為國文、英語、數學、社會、自然與生活科技。現行法規為《補習及進修教育法》第13條和《自學進修國民教育學力鑑定考試辦法》。
國中學力鑑定考試由直轄市、縣市政府的教育行政機關辦理。 如臺北市是由臺北市政府教育局主辦，華江高中承辦。

## 普通高中學力鑑定考試
至應試「翌年」之九月一日，年滿20歲之國民，或年滿18歲且參與教育部核准的非學校型態實驗教育之國民可報考（如2025年考試，2006年9月1日當日以及之前出生的人可報考，實驗教育參與者於2008年9月1日當日以及之前出生可報考）。考試科目為國文、英文、數學、社會學科（歷史、地理及公民與社會）、自然學科（物理、化學、生物及生活科技）。現行法規為《高級中等教育法》第63條和《自學進修高級中等教育學力鑑定考試辦法》。
高中學力鑑定考試由直轄市政府和教育部國民及學前教育署聯合辦理。如臺北市考區是由臺北市政府教育局主辦，華江高中承辦。

## 技術高中（高職）學力鑑定考試
至應試「翌年」之九月一日，年滿20歲之國民，或年滿18歲且參與教育部核准的非學校型態實驗教育之國民可報考。由於是高職學力鑑定，因此也要求取得技術士證或相當之資格，再加上一定的工作經驗。取得丙級技術士證或同等資格者，要求三年以上之工作經驗。取得乙級以上技術士證或同等資格者，要求一年以上之工作經驗。考試科目為國文、英文、生活領域學科（計算機概論、生涯規劃及法律與生活）。現行法規為《高級中等教育法》第63條和《自學進修高級中等教育學力鑑定考試辦法》。
高職學力鑑定考試由直轄市政府和教育部國民及學前教育署聯合辦理。如臺北市考區是由臺北市政府教育局主辦，松山家商承辦。

## 專科學力鑑定考試
至應試之當日，年滿22歲之國民可報考（如2025年考試，2003年應試之當日以及之前出生的人可報考），並要求取得乙級以上技術士證或同等資格。此外，還要有高中以上學校畢業程度之學歷（畢業證書或具有同等學歷程度之證明，如通過高中學力鑑定考試，詳細認定資格見簡章），或者在取得所要求的技術士證後，有二年以上與該技術士證相關之工作經驗。考試科目為國文、英文及符合申請科別性質之專業科目二科。現行法規為《專科學校法》第32之1條和《自學進修專科學校學力鑑定考試辦法》。
專科學力鑑定考試由教育部委託「財團法人技專校院入學測驗中心基金會」辦理。

## 成績計算
學力鑑定考試之計分，各科均以 100 分為滿分，60 分為及格。持有身心障礙之證明而報考國小、國中、高中職的學力鑑定考試者，各科成績加 25％計算。
考試通過條件為：當次學力鑑定考試之所定科目（所有考科都報考）均及格，或者各科目均達 50 分且總平均達 60 分。考試通過者，發給「學力鑑定考試通過證書」，證明具備同級正規學校畢業之同等資格。部分考試科目及格者，發給該科的「及格證明書與成績單」作為及格之證明，再次報考時，得免考及格科目。若累計全部考試科目均及格時，亦發給「學力鑑定考試通過證書」。

## 外部連結
- 學力鑑定考試 - 臺北市政府教育局 （页面存档备份，存于）
- 臺北市自學進修各級畢業程度學力鑑定考試 - 華江高中 （页面存档备份，存于）
- 學力鑑定專區（高中職、國中、國小） - 臺中市政府教育局 （页面存档备份，存于）
- 高雄市自學進修學力鑑定考試資訊網 - 高雄市教育局 （页面存档备份，存于）
- 高中職學力鑑定考試簡介 - 教育部國民及學前教育署 （页面存档备份，存于）
- 專科學力鑑定考試 - 技專校院入學測驗中心 （页面存档备份，存于）
- 《自學進修學力鑑定考試辦法》的最早版本 （民國61年/公元1972年） （页面存档备份，存于）